# Ка Ферари (Ређо Емилија)
Ка Ферари је насеље у Италији у округу Ређо Емилија, региону Емилија-Ромања.
Према процени из 2011. у насељу је живело 32 становника. Насеље се налази на надморској висини од 706 м.